# Macrozamia dyeri
Macrozamia dyeri là một loài thực vật hạt trần trong họ Zamiaceae. Loài này được (F.Muell.) C.A.Gardner mô tả khoa học đầu tiên năm 1930.